# Tony Servi
Tony Servi, artiestennaam van Antoine Serverius (Leuven, 23 januari 1959), is een Vlaams zanger.

## Levensloop
In 1982 kreeg Tony Servi een platencontract bij Rainbow en verscheen zijn eerste single Free like a bird, die hem een gouden plaat opleverde en die leidde tot de opname van een gelijknamige lp.
In 1983 mocht hij in het team van Brabant aantreden in de Baccarabeker, onder coach Will Tura. Het team eindigde als tweede, Tony Servi won individueel de Personality-prijs. Een tweede lp (Portrait) en enkele singles (Chez Rico, O lovely lady, Never Forever en Since you left me) volgden.
In 1984 trad hij aan in de Knokke-Cup en haalde hij als teamlid de derde plaats.
De samenwerking met Rainbow werd verbroken en in 1986 volgde een platencontract bij Telstar. De singles Vrij, Als vriendschap liefde wordt, Waarom, Alleen en Vrouw haalden de hitlijsten. Tussen 1986 en 1990 verschenen vervolgens de lp's Welkom, Blijgezind, Vriendschap en Vrij en in 1990 de cd Een uurtje met Tony Servi.
In 1992 kwam de single Liefde voor altijd uit en trad Tony Servi op in Tien om te zien bij VTM. De hitsingle werd gevolgd door Hemel help mij, waarna een gelijknamige lp uitkwam. Uit die lp kwam ook nog de single Smoorverliefd voort, een cover van het nummer Fall in love van Tom Jones.
In een productie van Serge Quisquater volgde de cd Diep gelukkig, uitgebracht bij platenmaatschappij Arcade.
In 1997 kwam Tony Servi opnieuw onder contract bij Rainbow. Bij deze laatste werden onder andere de cd’s Free as the wind, Heel anders nu en (uit 2003) Unforgettable love songs opgenomen.
In 2006 kwam nog een cover van Ben Cramers De oude muzikant uit.
- MusicBrainz: 5048b55a-e629-4095-b7fb-371944eb8e7b